# کنان اورن
تیمسار کَنان اِورَن (به ترکی استانبولی: Kenan Evren)، (زاده ۱۷ ژوئیه ۱۹۱۷ – درگذشته ۹ مه ۲۰۱۵) رئیس‌جمهور ترکیه که در سال ۱۹۸۰ طی یک کودتا به قدرت رسید.
اورن تیمسار ارتش ترکیه بود. وی مسؤول کودتای نظامی ۱۲ سپتامبر ۱۹۸۰ ترکیه بود که در پی عدم توانایی و اجماع نظر نمایندگان مجلس ملی کبیر ترکیه در انتخاب و تعیین رئیس‌جمهور پس از فخری کوروترک در مدت بیش از ۵ ماه از اتمام دورهٔ ریاست جمهوری وی، دست به کودتا زد و طی آن در حدود ۶۰۰ هزار نفر بازداشت و زندانی شدند و ۵۰ نفر نیز در ملاء عام به دار آویخته شدند.

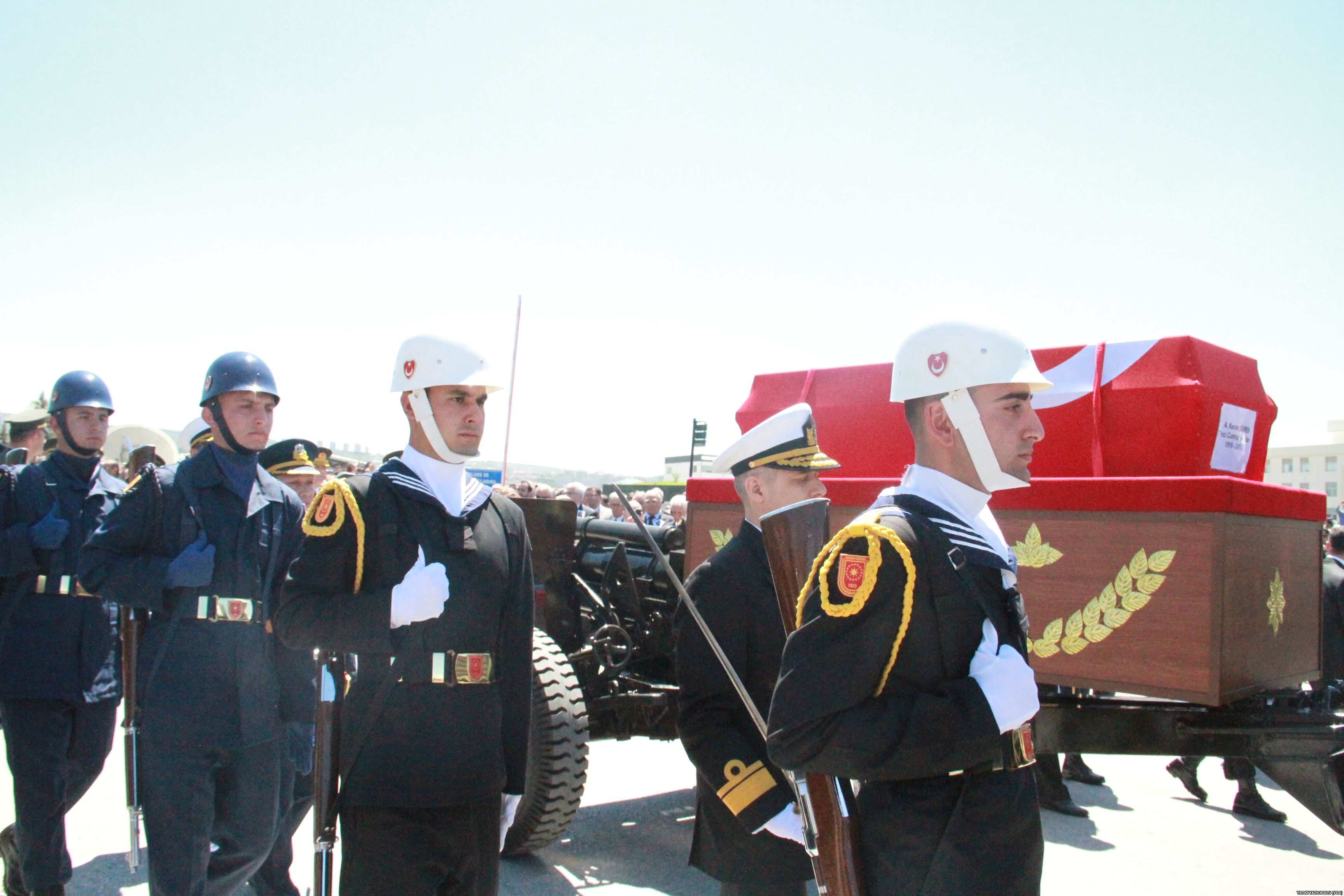
تشییع جنازه کنان اورن، ۱۲ مه ۲۰۱۵

فعالیت تمامی احزاب سیاسی ممنوع اعلام شد و چپ‌گرایان ترکیه به شدت تحت فشار قرار گرفتند. پس از کودتا، مجلس منحل شد. وی ابتدا تحت عنوان فرمانده ارتش به قدرت رسید و پس از آن رئیس شورای امنیت ملی و سپس رئیس‌جمهور  شد. کَنان اِورَن تا ۹ نوامبر ۱۹۸۹ در این سمت باقی‌ماند. کنان اورن در روز شنبه ۹ مه ۲۰۱۵ در سن ۹۷ سالگی در بیمارستان نظامی در شهر آنکارا درگذشت.
سمت‌ها
- فرمانده ارتش ترکیه (۵ سپتامبر ۱۹۷۷ – ۶ مارس ۱۹۷۸)
- رئیس ستاد کل ترکیه (۷ مارس ۱۹۷۸ – ۱ ژوئیه ۱۹۸۳)
- رئیس شورای امنیت ملی ترکیه (۱۲ سپتامبر ۱۹۸۰ – ۹ نوامبر ۱۹۸۲)
- رئیس‌جمهور ترکیه (۹ نوامبر ۱۹۸۲ – ۹ نوامبر ۱۹۸۹)